# Radiola (varumärke SRA)

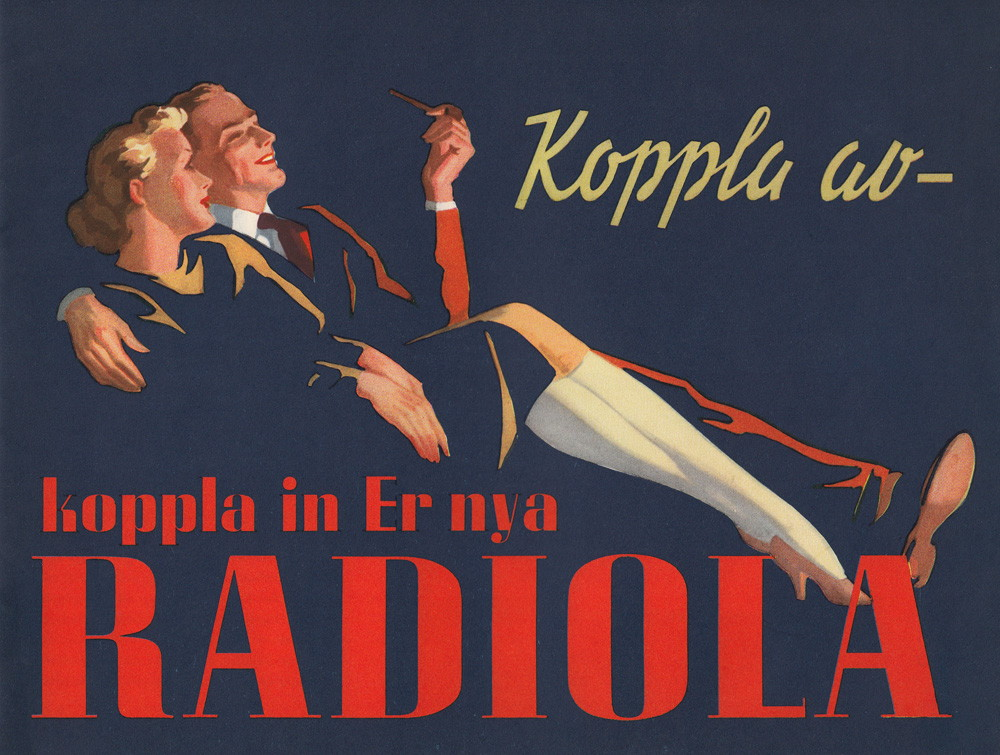
Radiolaannons från 1940-1941.

Radiola var ett svenskt varumärke för radio- och TV-mottagare från Svenska Radioaktiebolaget (SRA) som producerades mellan 1922 och 1964.

## Historik
SRA grundades 1919 med LM Ericsson, AGA och ASEA bland delägarna. Redan under startåret 1919 konstruerade SRA såväl mottagare som sändare av radiovågor för tvåvägskommunikation passande för telegrafi och telefoni. Sedan staten i början av 1920-talet avskaffat restriktionerna kring privatägandet av radioapparater såg SRA en enorm efterfrågan från allmänheten att skaffa radio. Pionjärföretagets tillverkning av radioapparater fick dock problem på grund av de internationella företagens patentskydd för konstruktionslösningar i radioapparaterna. För att SRA skulle komma vidare ur dessa problem tvingades företaget i augusti 1921 in i en rekonstruktion där det mäktiga Marconibolaget i Storbritannien blev delägare med 43 procent ägande i SRA.
Med hjälp av världsföretaget Marconis know-how och ekonomiska styrka, och genom rundradions snabba framväxt, som SRA dessutom var mycket delaktig i med egna rundradiosändningar i Stockholm med sändningstider broderligt uppdelade mellan SRA respektive statliga Telegrafverket. Telegrafverkets sändningar, liksom de från SRA var oftast betalda av företag, och dessa företag blev omnämnda som de som bjöd på underhållningen. Programmen var alltså oftast sponsrade även när de kom från statliga Telegrafverkets sändare. Sändningarnas syfte för SRA var att gagna försäljningen av radioapparater och pågick från maj 1923 fram till slutet på 1924 när monopolet för Radiotjänst infördes från och med den 1 januari 1925. Sändningarna resulterade i ett kraftigt ökande intresse från allmänheten och gav SRA ny kraft för sin fabriksverksamhet, som kom att bli den huvudsakliga. Bolagets radiomottagare marknadsfördes under namnet »Radiola», men vid sidan om detta populära och konsumentinriktade varumärke utvecklade bolaget fortsatt också professionella utrustningar för sändarstationer, telefoni, och radiotrafik, inte minst för radiokommunikation inom sjöfarten.
Radiola bestyckades med Marconirör och försågs 1928 med inbyggda högtalare. Radiola M 50 från 1927 hade fyra rör och kostade 385 kronor (inklusive rör). Samtidig saluförde SRA fortfarande sina kristallmottagare som bara kunde avlyssnas med hörlurar. Utanför Skandinavien såldes produkterna under varumärket Ericsson. 1933 års stora nyhet var Radiola Allström som utan omkoppling kunde drivas av både växelström och likström. 
På 1930-talets mitt kom Radiola 342, 343 och 362 med tillägg "B", "V" eller "LV" på marknaden (B = batteridrift, V = växelström, LV = likström och växelström). Den tillverkades i stora stycktal och i flera varianter och kom att bli en svensk motsvarighet till tyskarnas Volksempfänger. Under de första tio åren producerades över 150 000 Radiola-apparater i fabriken på Alströmergatan.

Tidiga Radiola-apparater
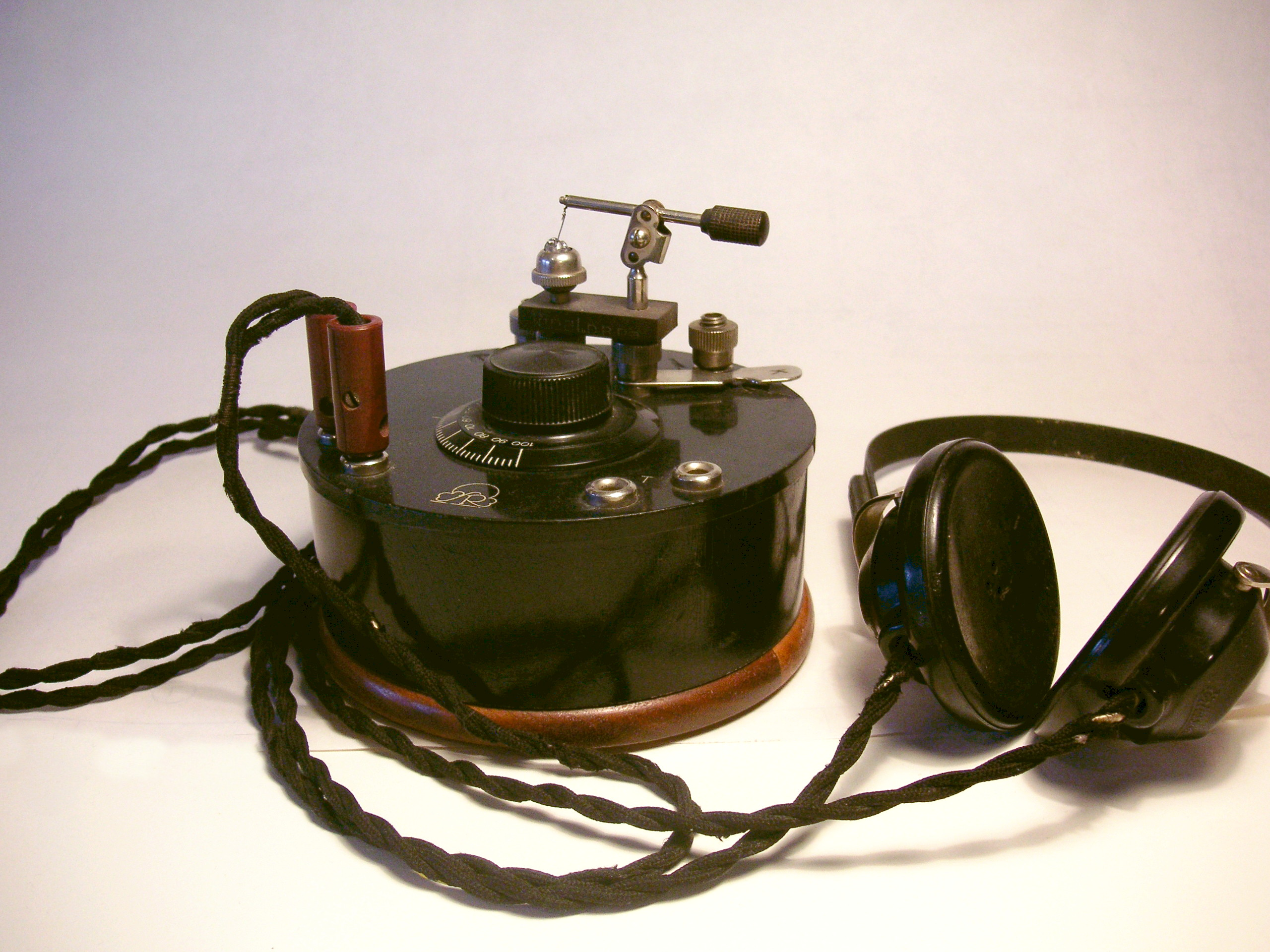
Kristallmottagare typ M, nr 5051 med hörtelefon (1922).
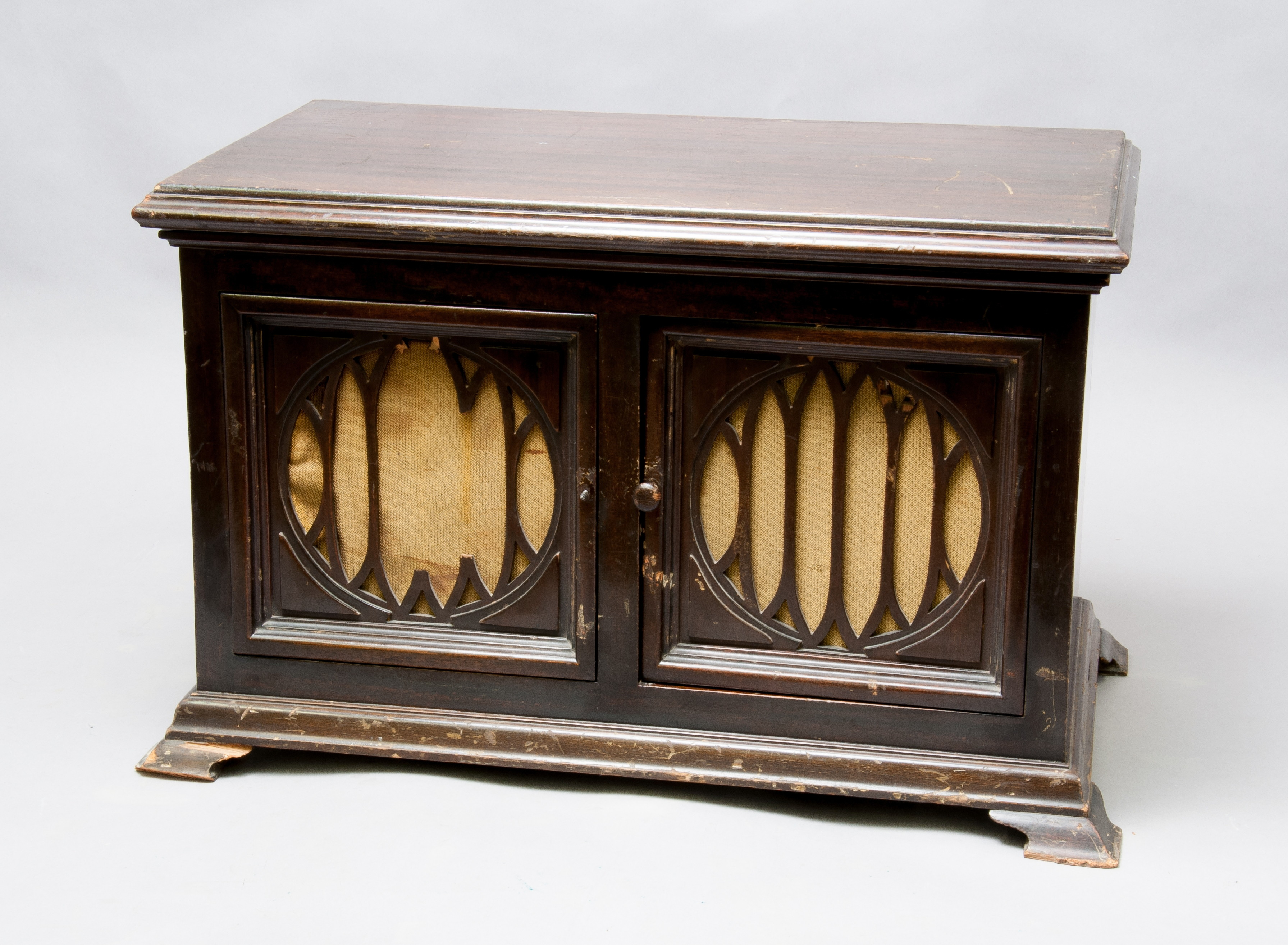
Radiola IV, modell AR 880, nr 9667 (1925).
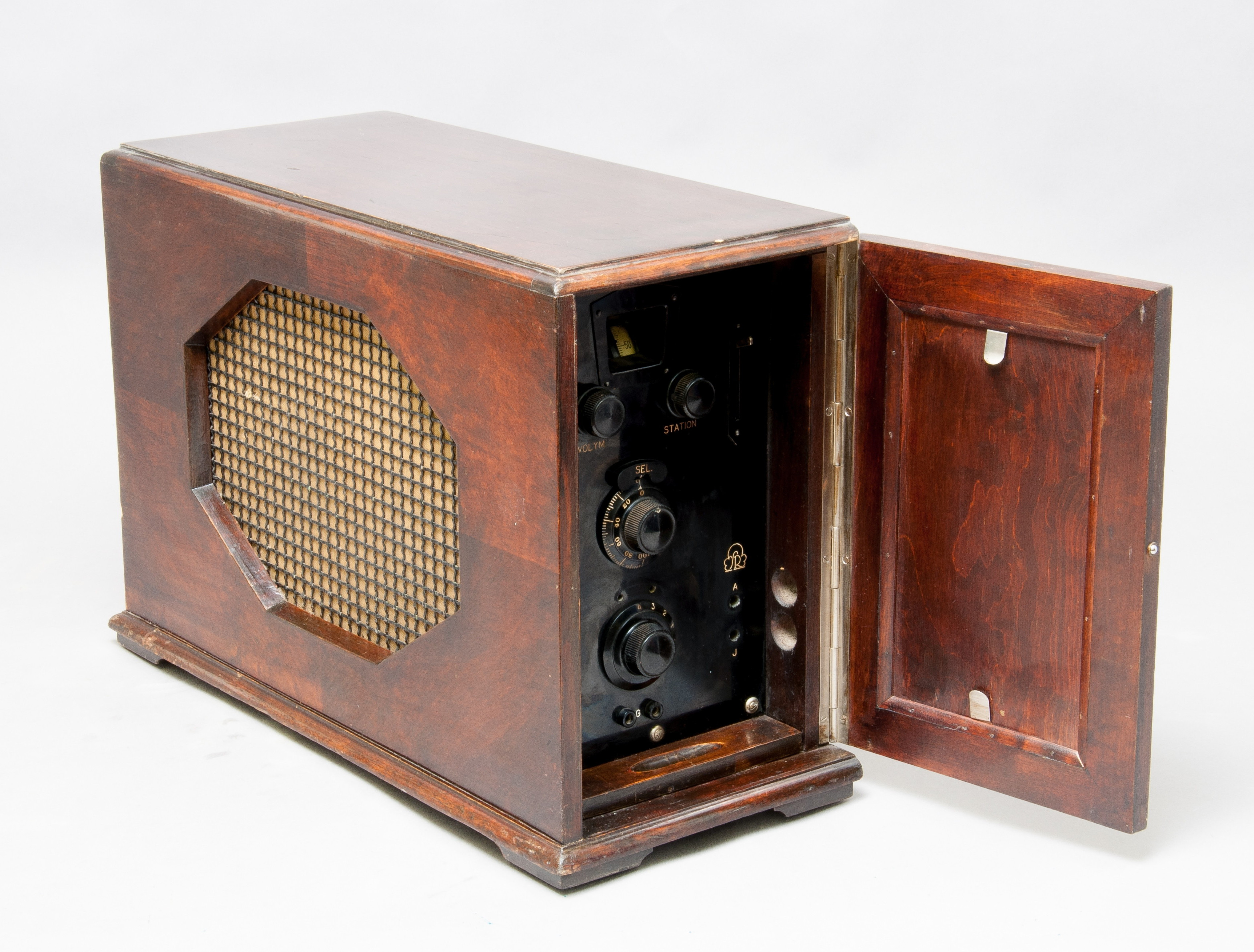
Radiola 313 L, nr CL 2224 (1931).jpg.
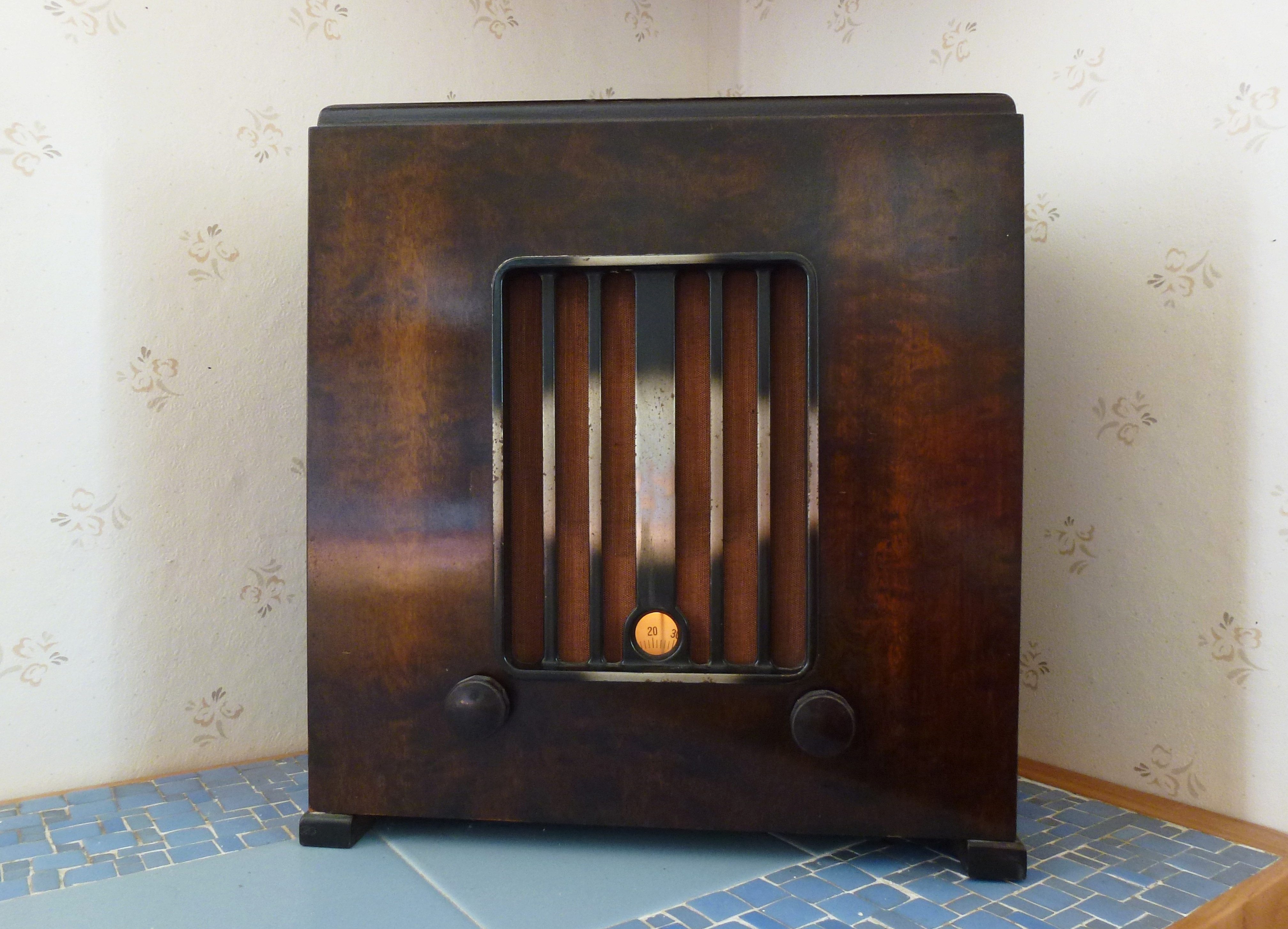
Radiola 342 V (1934-1935).

### Radiola-apparaternas utveckling

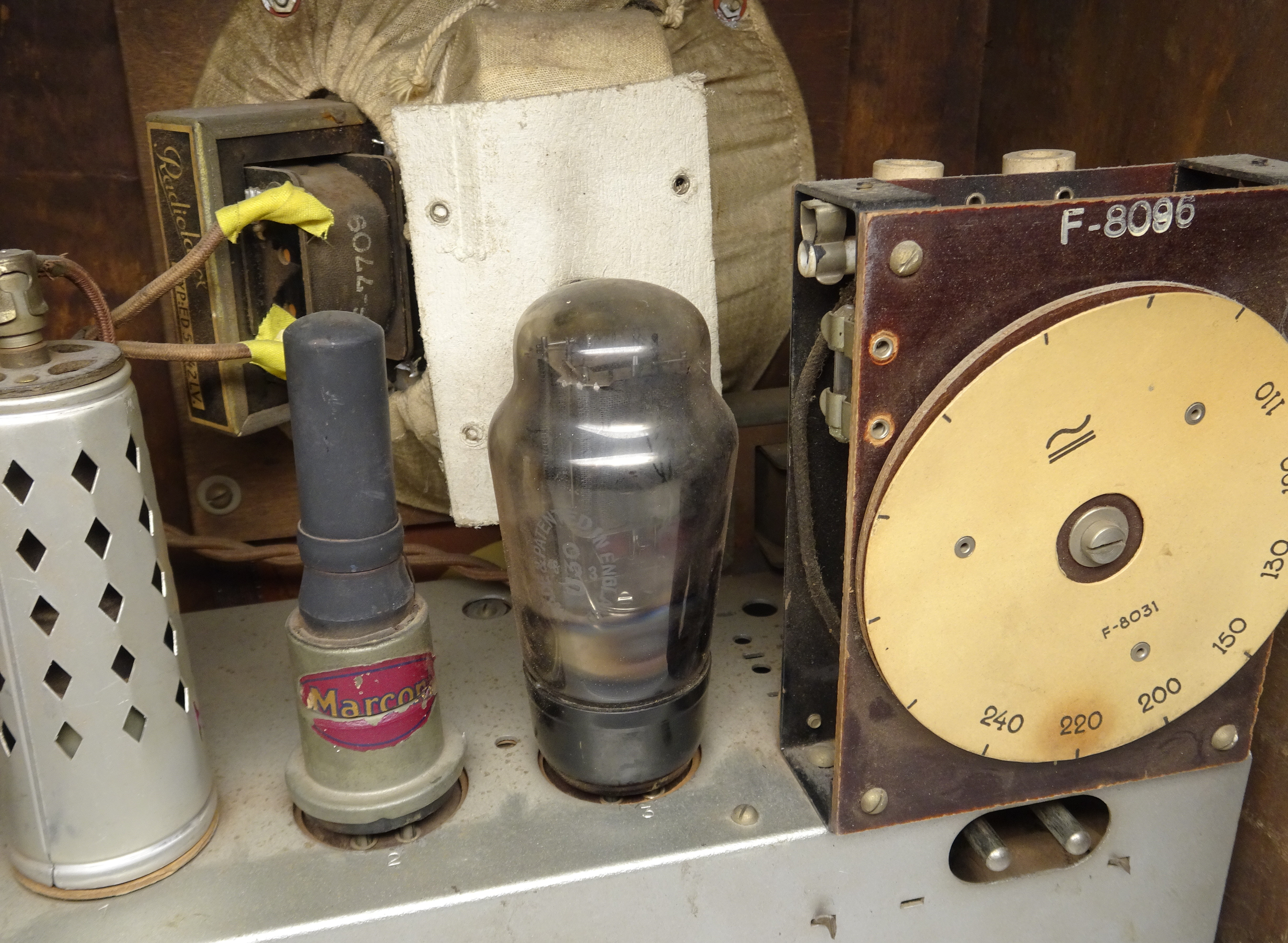
Radiola 342V, innandömet.

De tidiga Radiola-apparaterna var enkla trälådor men med tiden blev de allt mera avancerade. De fick mjukt svängda former och högtalaren täcktes gärna av en textilväv. 
Tekniska finesser som förinställning av vissa stationer introducerades 1939 med Radiola 395 (den kostade även 395 kronor). Den hade den så kallade Sverigeknappen. Med den kopplade in en egen avstämningskrets, som kunde ställas om till mellan- eller långvåg och sedan på önskad station. Meningen var att man kunde lyssna på en annan station och sedan koppla om till exempelvis nyheterna från närmaste svenska sändare. Därefter kunde man koppla tillbaka till den ursprungliga sändaren, utan att behöva leta upp stationen på skalan igen.
År 1939 lanserade SRA Radiola 386, kallad ”Eternas Lyxexpress”. Den hade elva förinställda stationer (inställbara med var sin knapp), motordriven sändarsökning (stannade automatiskt på rätt station), den hade en kabelansluten fjärrkontroll och en extern högtalare med egen volymkontroll.

### 20-årsjubileum och andra världskriget
År 1939 firades företagets 20-årsjubileum. Man slog på stort och lät också Radiola fira 20 år. Men Radiola som varumärke registrerades först i början av 1920-talet. Man utgav även en Radiola-jubileumsskiva, där Alice Babs trallade Jag har en liten Radiola. Det handlade även om att sälja fler mottagare och till jubileet lanserade SRA två nya radioapparater: bordsmodellen 394 och golvmodellen 398. Den senare hade inbyggd grammofon och kostade 795 kronor för växelström och 835 kronor för allström (växelström och likström).
Även under andra världskriget gick försäljningen bra. Folk sökte förströelse genom radion. 1940 kom Radiola 401, 403, 404 och 405 för priser mellan 157 kronor och 415 kronor (motsvarande mellan 4 100 och 10 800 kronor i 2020 års köpkraft). 401 var en bärbar batteriradio och 405 ”det yttersta beviset för Radiola-ingenjörernas ambitioner och kunnande – en radio utöver det vanliga” som det hette i en samtida reklam. 405 erbjöd lyssning på långvåg, mellanvåg och kortvåg samt "flygande" inställning, en "behaglig stationsskala" med 138 stationsnamn och så även Sverigeknappen för "blixtinställning".

Exempel för Radiola-apparater från 1930 och 1940-talen.
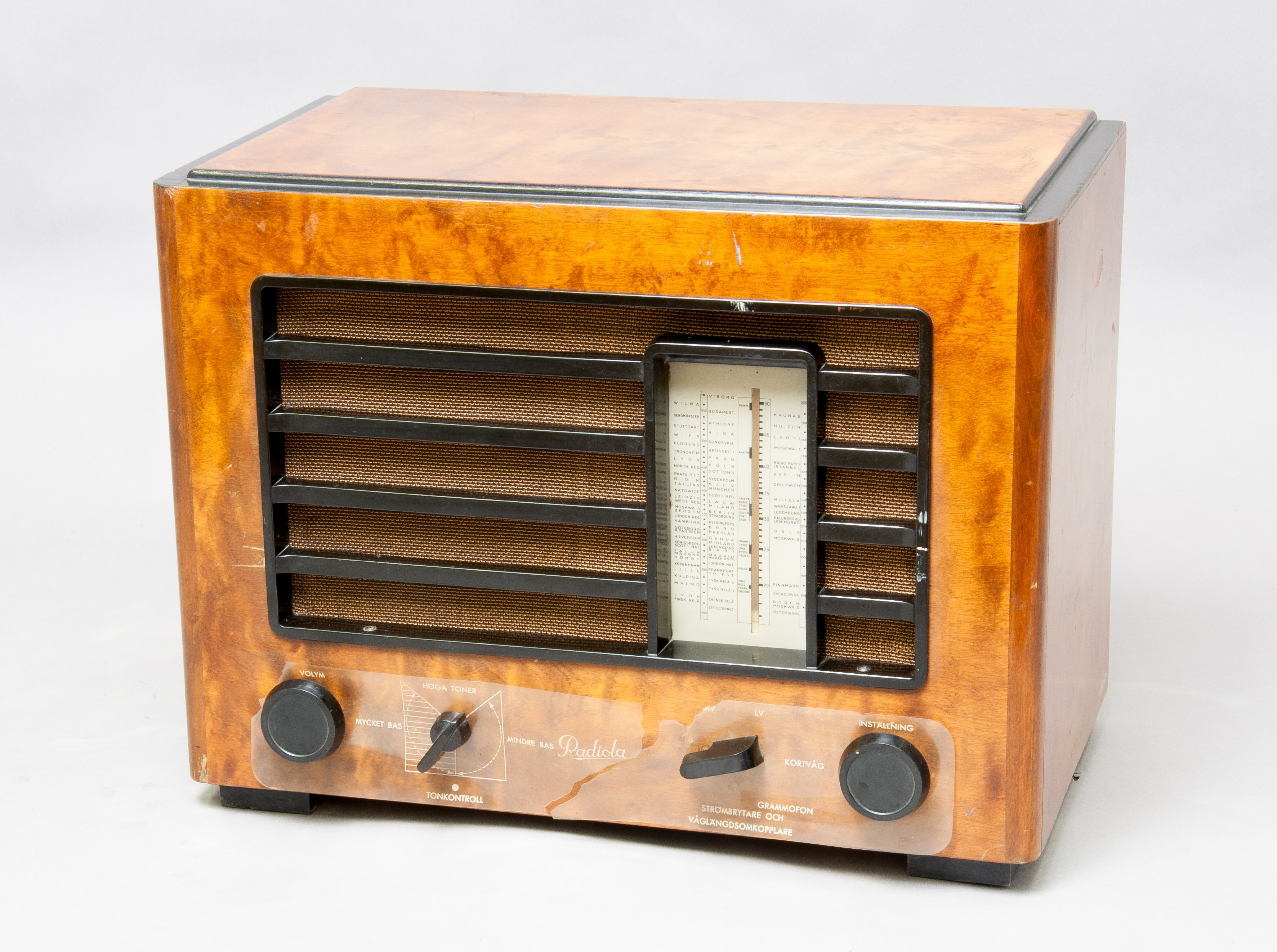
Radiola typ 365 V (1936).
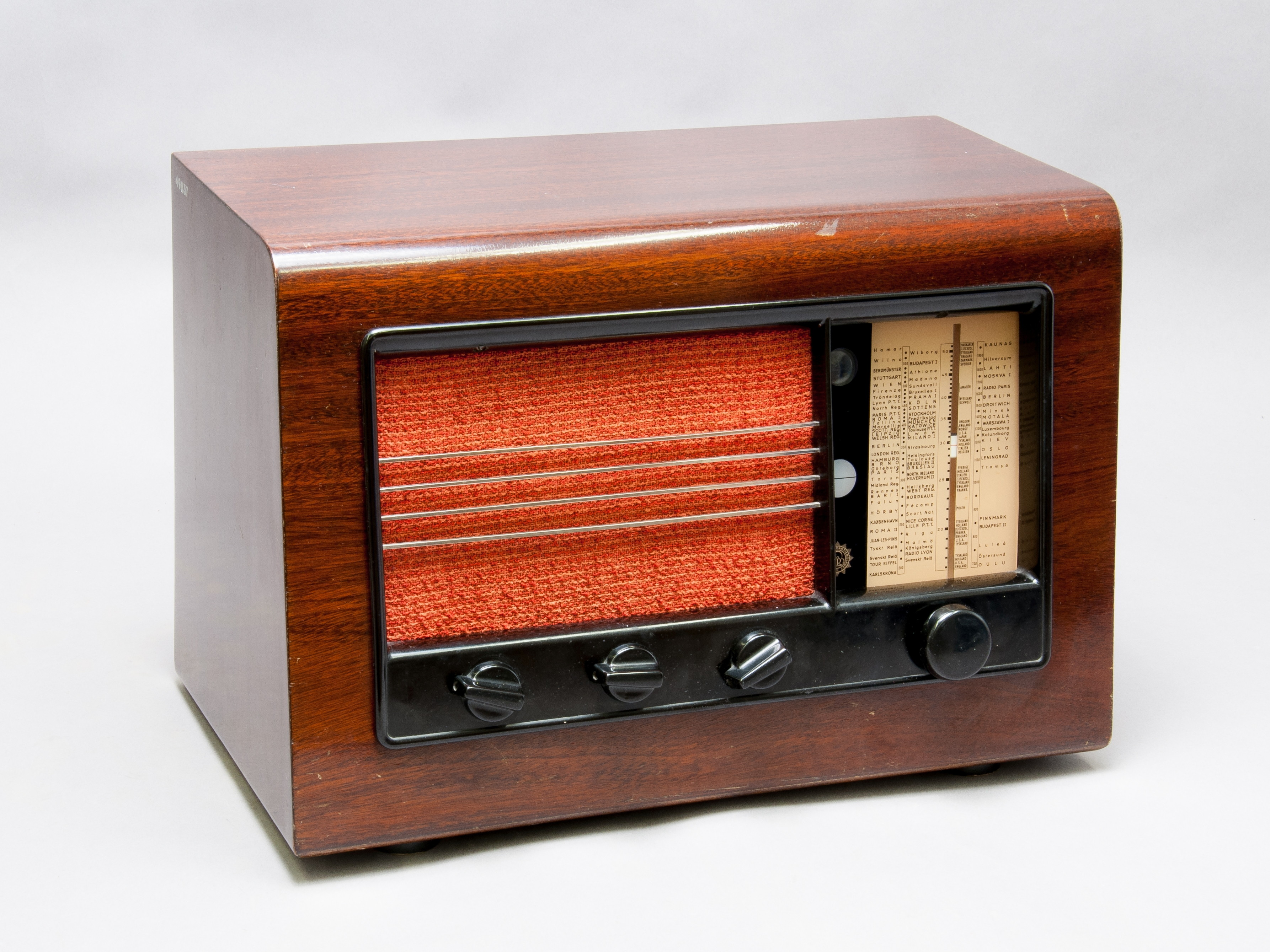
Radiola typ 384 V (1938).
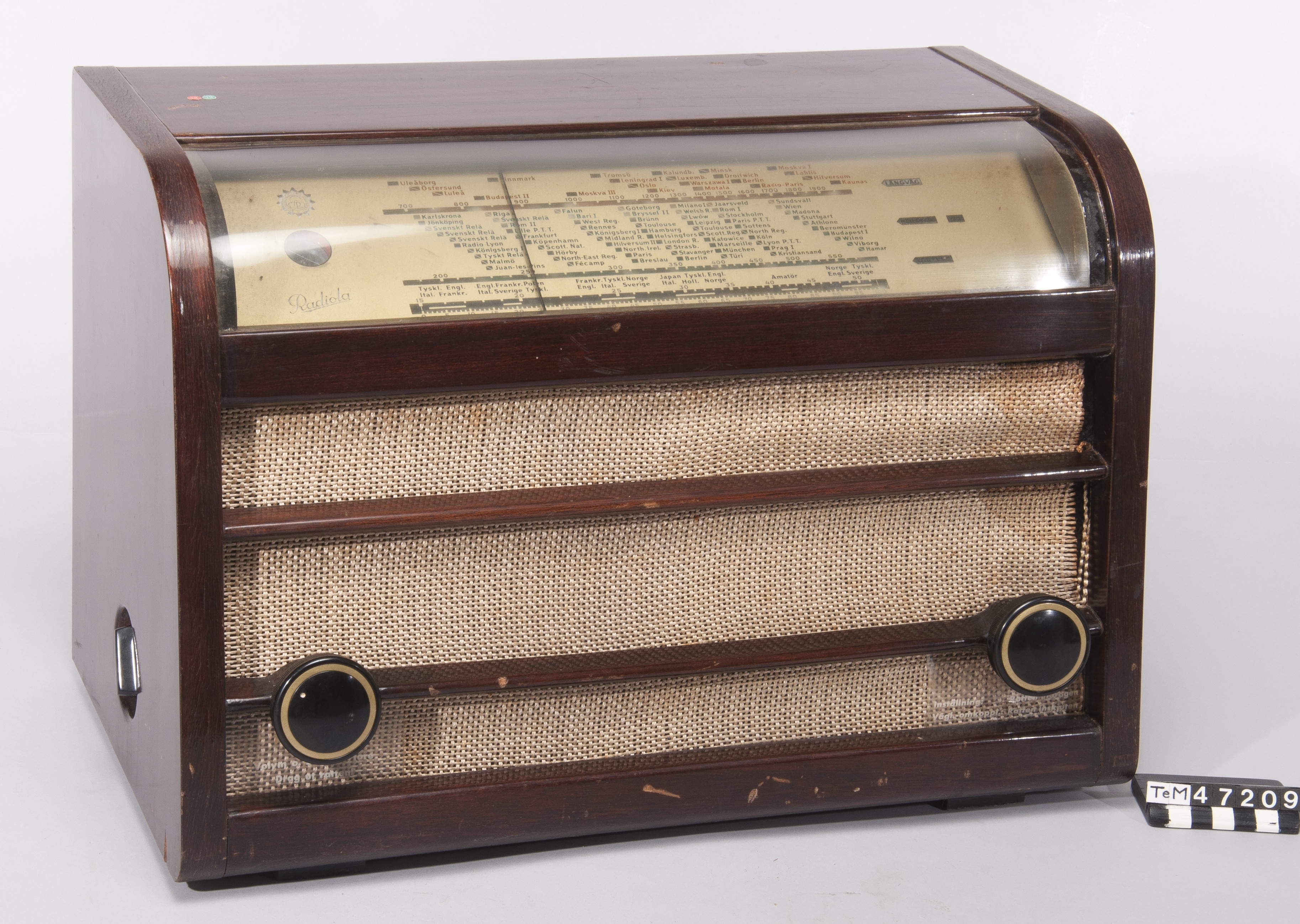
Radiola typ 394 BATT (1939-1940).
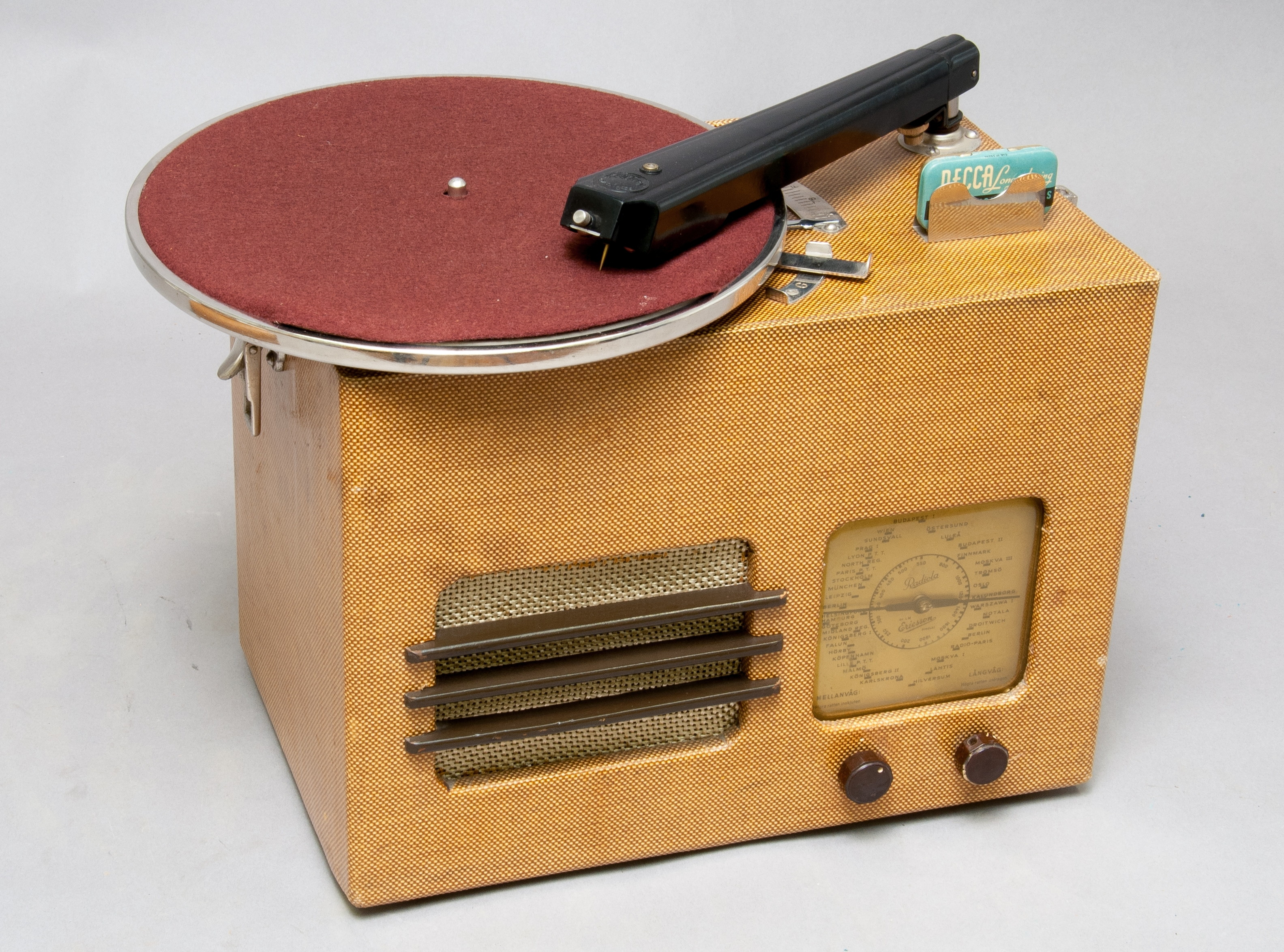
Reseradio med grammofon, Radiola typ 411 BG (1941-1946).

### Efterkrigstiden och televisionen

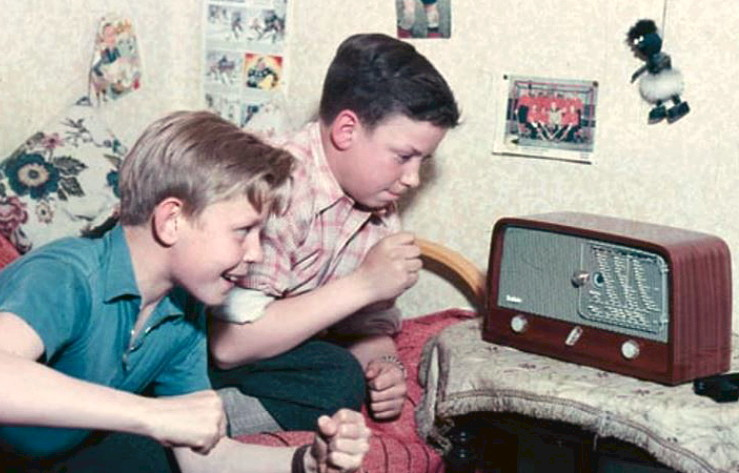
Radiola Rondett – särskilt omtyckt av alla ungdomar.

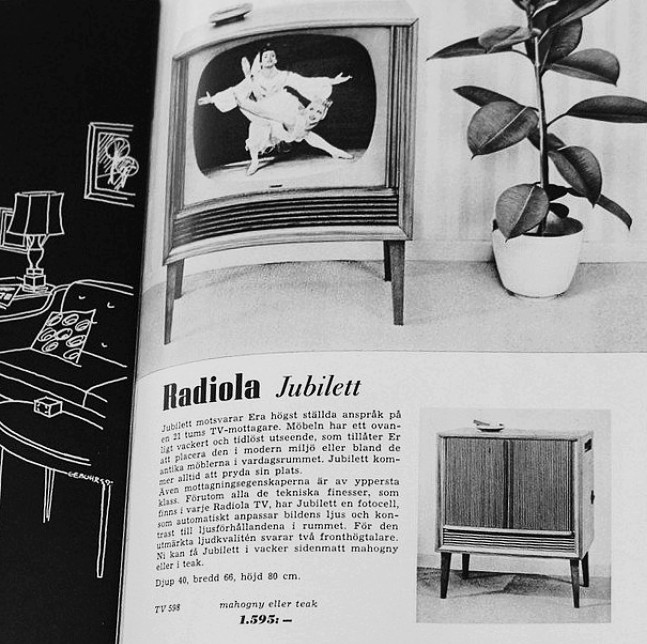
Radiola Jubilett (1959).

Försäljningen gick ännu bättre i efterkrigstiden. Med Radiola Balett från 1949 blev Radiolan bärbar, men fortfarande rörbestyckat. Radiola Rondett kom i början av 1950-talet på marknaden. På en reklambild, visande två pojkar uppslukade av ett radioprogram, prisades apparaten: ”Den lilla radion med lång räckvidd och många finesser, som gör den särskilt omtyckt av alla ungdomar”. 
Nya inredningstrender, där teak blev dominerande, påverkade även Radiolas utseende. Radiola Transistett från tidigt 1960-tal har en låda av teak och transistorn avlöste radioröret. Den första transistorradion i Radiola-serien lanserades 1958. Från tidigt 1960-tal var även Radiola Grammet, med teaklåda och inbyggd grammofon.
SRA hade försöksverksamhet med television redan 1935 som kunde ses av allmänheten på i Stockholm uppställda TV-mottagare som fanns på olika depeschkontor och kallades "bildradio". Det rörde sig om experimentella TV-sändningar i samarbete med den tyska radiotillverkaren Loewe. År 1952 presenterade SRA sin första svenskkonstruerade och för serietillverkning byggda TV-apparat. När allmänna TV-sändningar startade i Sverige 1956 hade SRA tre TV-apparater på marknaden, två med 17-tums bildrör och en med 21-tums skärm. 
Jämfört med dagens standard var bilden liten, medan själva TV-apparaten var stor och klumpig. I slutet av 1950-talet och början av 1960-talet stod TV-apparaterna för den dominerande delen av SRA:s produktion. Som mest tillverkades mer än 1 000 TV-apparater varje vecka. 1959 hette Radiolas tre TV-apparater Klarett och Linjett samt Jubilett vars namn anspelade på SRA:s 40-årsjubileum. Den senare var en svart-vitt mottagare med 21 tums bildrör och ”ett ovanligt vackert och tidlöst utseende”. Den fanns i mahogny eller teak och kostade 1 595 kronor, vilket motsvarar drygt 20 500 i 2020 års köpkraft.

Efterkrigstidens Radiola-apparater (urval)
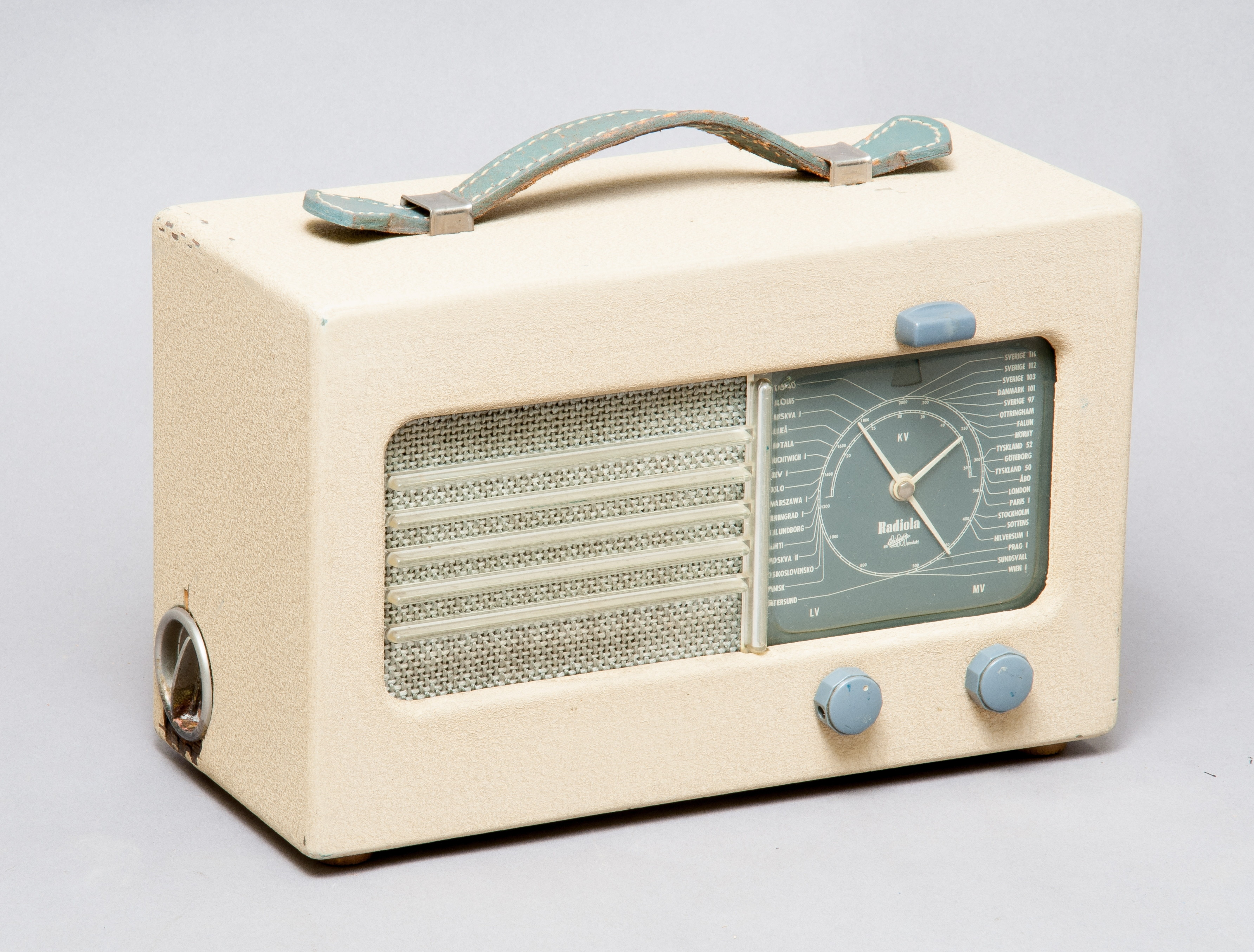
Reseradio Radiola Balett (1949).
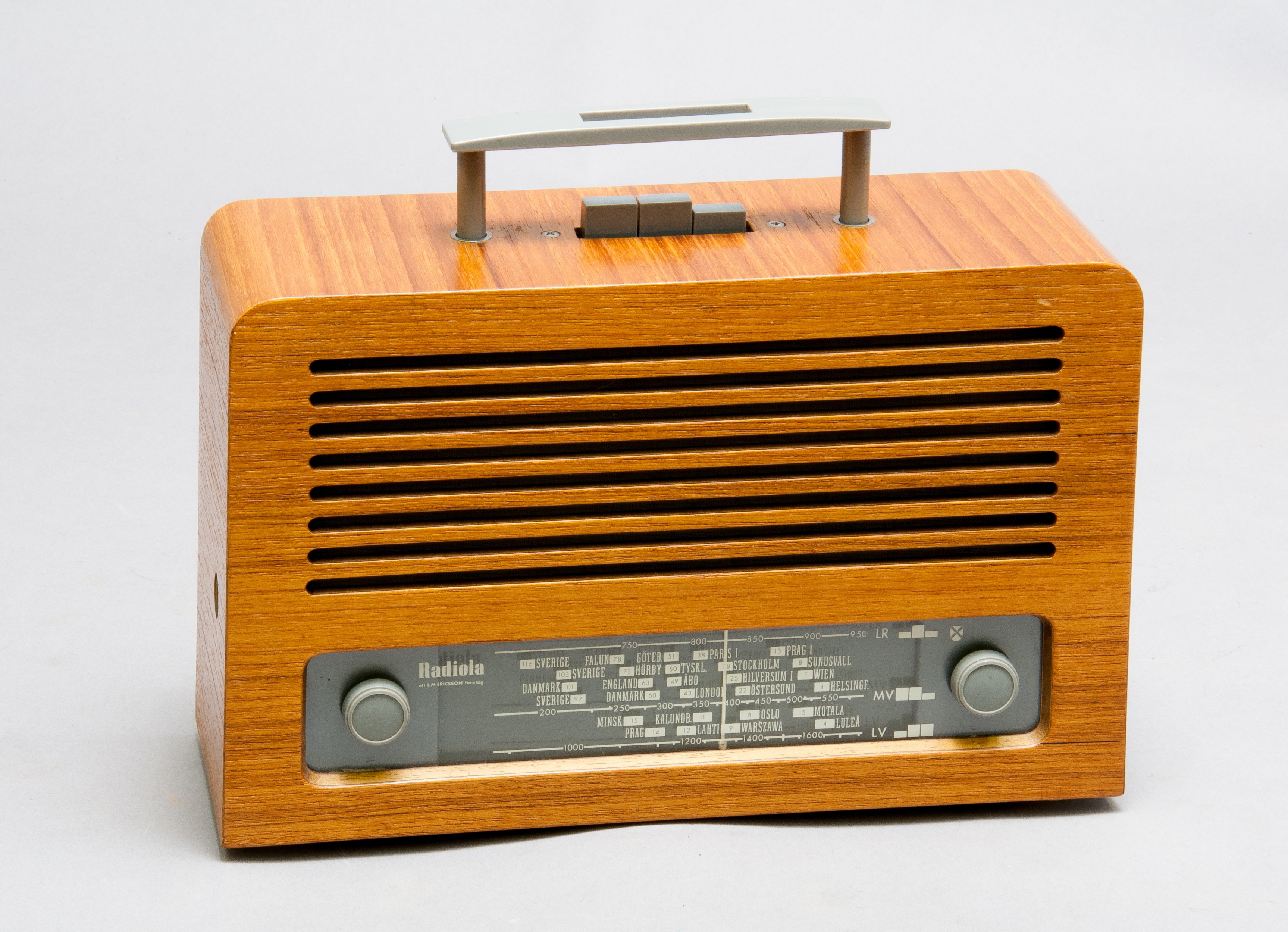
Radiola Transistett, Typ 580 BT (1960-tal).
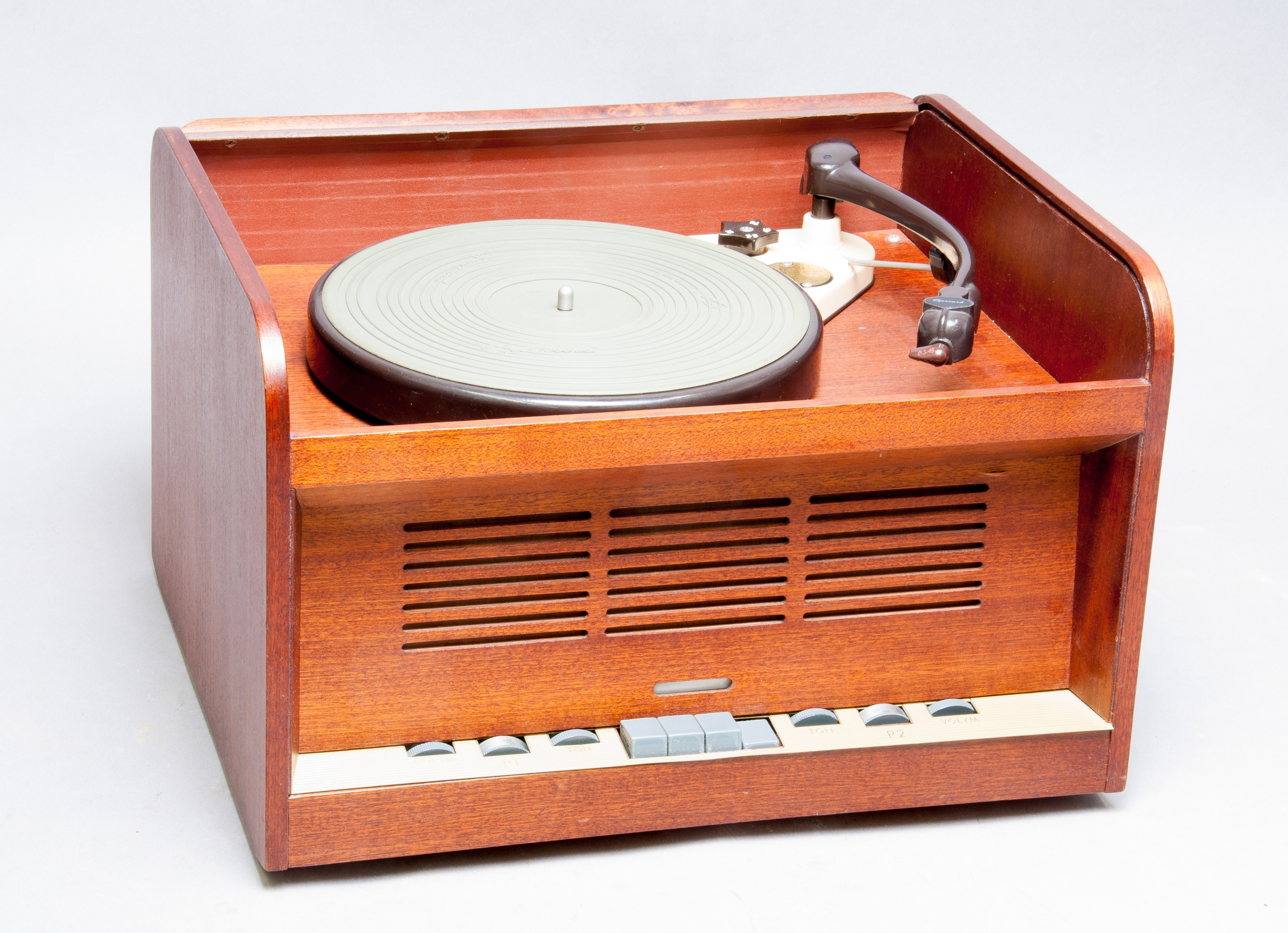
Radiola Grammett 1586 V (1960-tal).
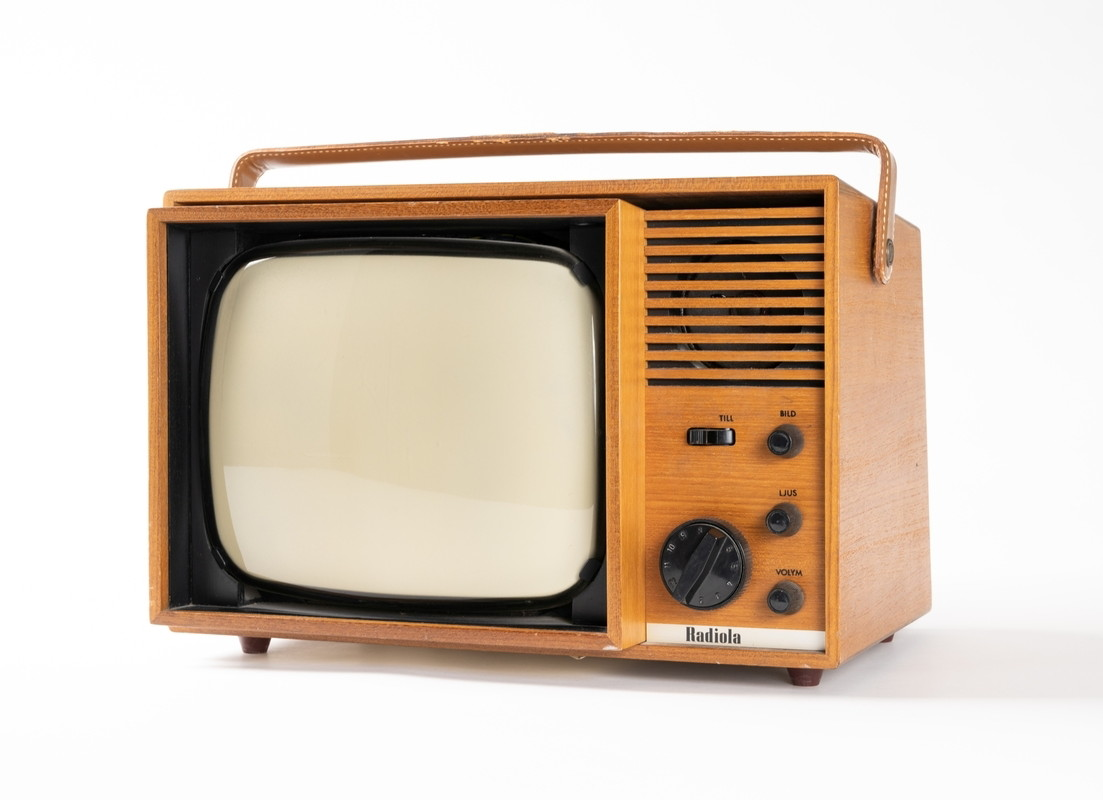
Radiola Minett Typ 8410 (1960-tal).

### Radiola säljs
I början av 1960-talet fanns det en växande medvetenhet inom företaget om att man borde inrikta sig mera på kommunikationsradio. Att tillverka radio- och TV-apparater passade inte längre i produktpaletten. Ericsson, som var huvudägare, hade etablerat en strategi som fokuserade på telefoni och kommunikation. 1964 såldes därför radio- och TV-produktionen till AGA, som också förvärvade varumärket Radiola. 1971 övertogs AGA radio och TV med Radiola av Philips.

## Referenser

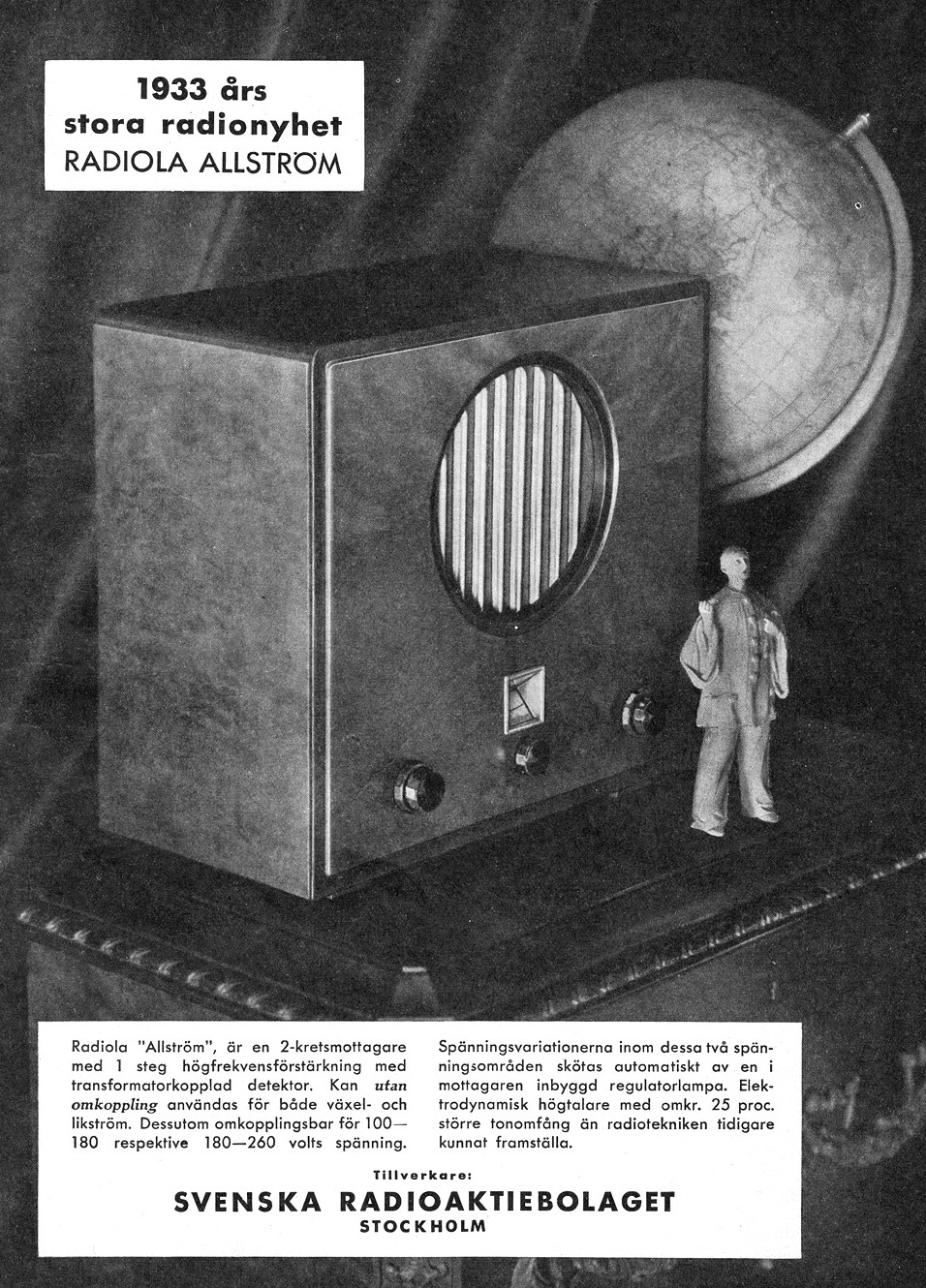
Radiola allström (1933).

## Andra svenska radiotillverkare (urval)
- AGA-Baltic
- Centrum Radio
- Dux Radio
- Luma TV
- Luxor